# Когтистая белозубка Келаарта
Когтистая землеройка Келаарта (лат. Feroculus feroculus) — вид млекопитающих семейства Soricidae. Единственный представитель рода Feroculus. Эндемик Шри-Ланки и южной Индии.
На сингальском он известен как පිරි හික් මීයා. Английское и русские названия даны в честь автора первоописания, зоолога Эдварда Фредерика Келаарта.

## Описание
Длина туловища, включая голову, 11—12 см. Длина хвоста 7—8 см. Мех мягкий, короткий. Однородный пепельно-черный сверху, более светлый и блестящий снизу. Передние лапы почти белые, коготки на них очень длинные и красноватые. Хвост покрыт тонкими волосками, а также на нем расположены редкие длинные щетиноподобные волоски.

## Места обитания
Населяет горные леса, горные влажные биотопы и болота. Отмечены среди зарослей и густого подлеска влажных распадков. Первоначально этот вид считался водяной землеройкой, но с тех пор считается полуфоссориальным видом (Nowak 1999). В Индии он встречается в горных тропических лесах, собранных из экосистемы пастбищ шола (горные болота и топи) на высотах от 2200 до 2400 м над уровнем моря. В Шри-Ланке он, по-видимому, полностью ограничен лесными местообитаниями.

## Состояние популяций и меры охраны
Возможно снижение численности, так как виду угрожает потеря мест обитания. Охранный статус вида — EN — Вымирающие виды. Вид был зарегистрирован в охраняемых территориях, таких как национальный парк Эравикулам в Керале, Индия и национальный парк Хортон-Плейнс в Шри-Ланке. Настоятельно требуются сравнительные таксономические и экологические исследования этого вида в двух странах. Популяции Индии и Шри-Ланки могут представлять два разных вида.